# Serranía de San Jerónimo
La serranía de San Jerónimo es una cadena montañosa colombiana perteneciente a la cordillera occidental de los Andes. Nace en el Nudo de Paramillo. Se dirige hacia el noreste y separa la hoya del río Sinú de la del San Jorge. Presenta picos como el Murrucucú con 1270 m s. n. m. y a partir del cual desciende vertiginosamente formando una serie de colinas que van desde los 200 a los 100 m s. n. m. Algunos cerros importantes son: Pando, Mellizas, Mula, Flechas, Betancí, Pulgas, Higuerón, Moncholo y las Mujeres.